# Eupristina verticillata
Eupristina verticillata är en stekelart som beskrevs av James Waterston 1921. Eupristina verticillata ingår i släktet Eupristina och familjen fikonsteklar. Inga underarter finns listade i Catalogue of Life.

## Bildgalleri

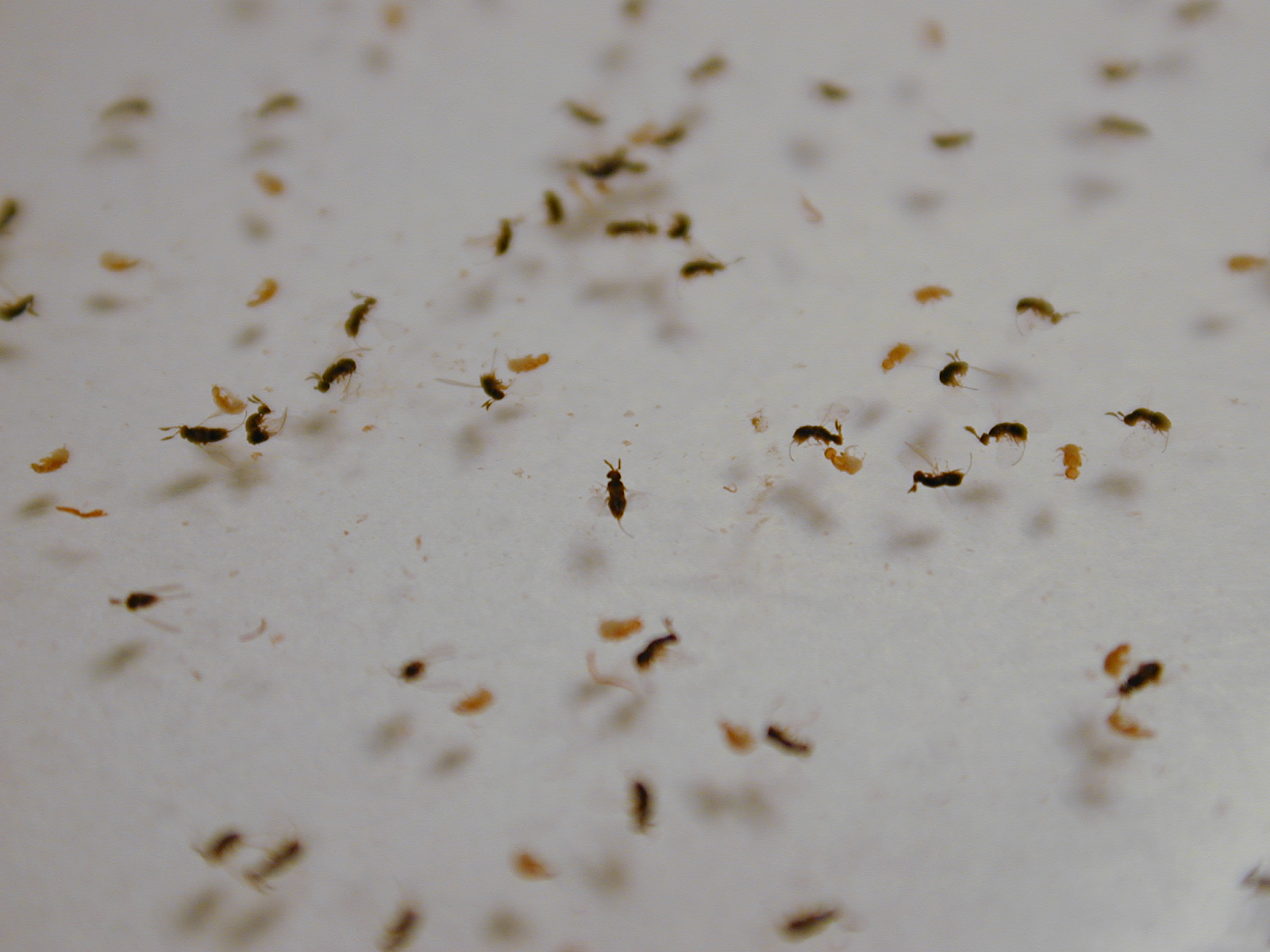
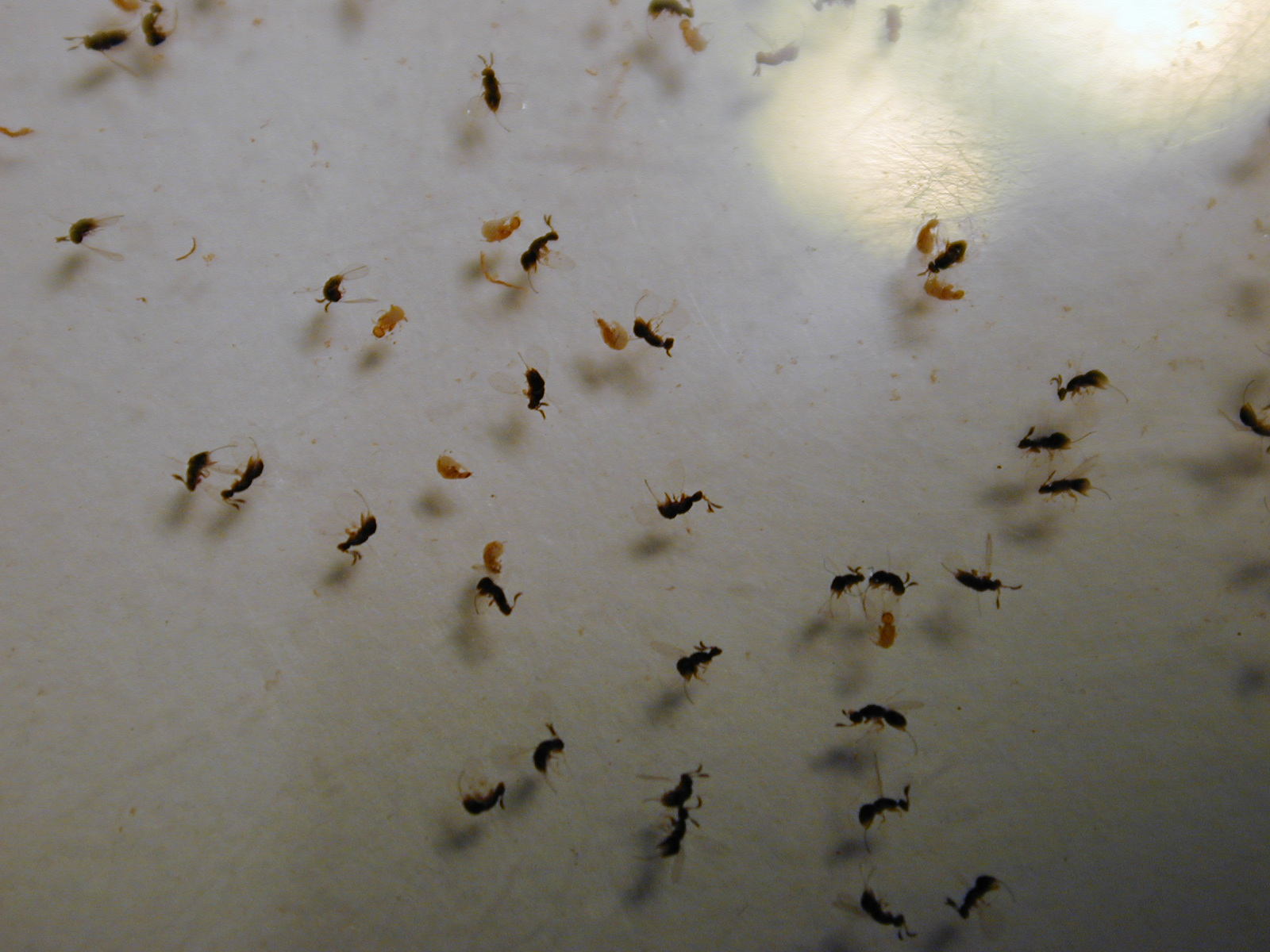
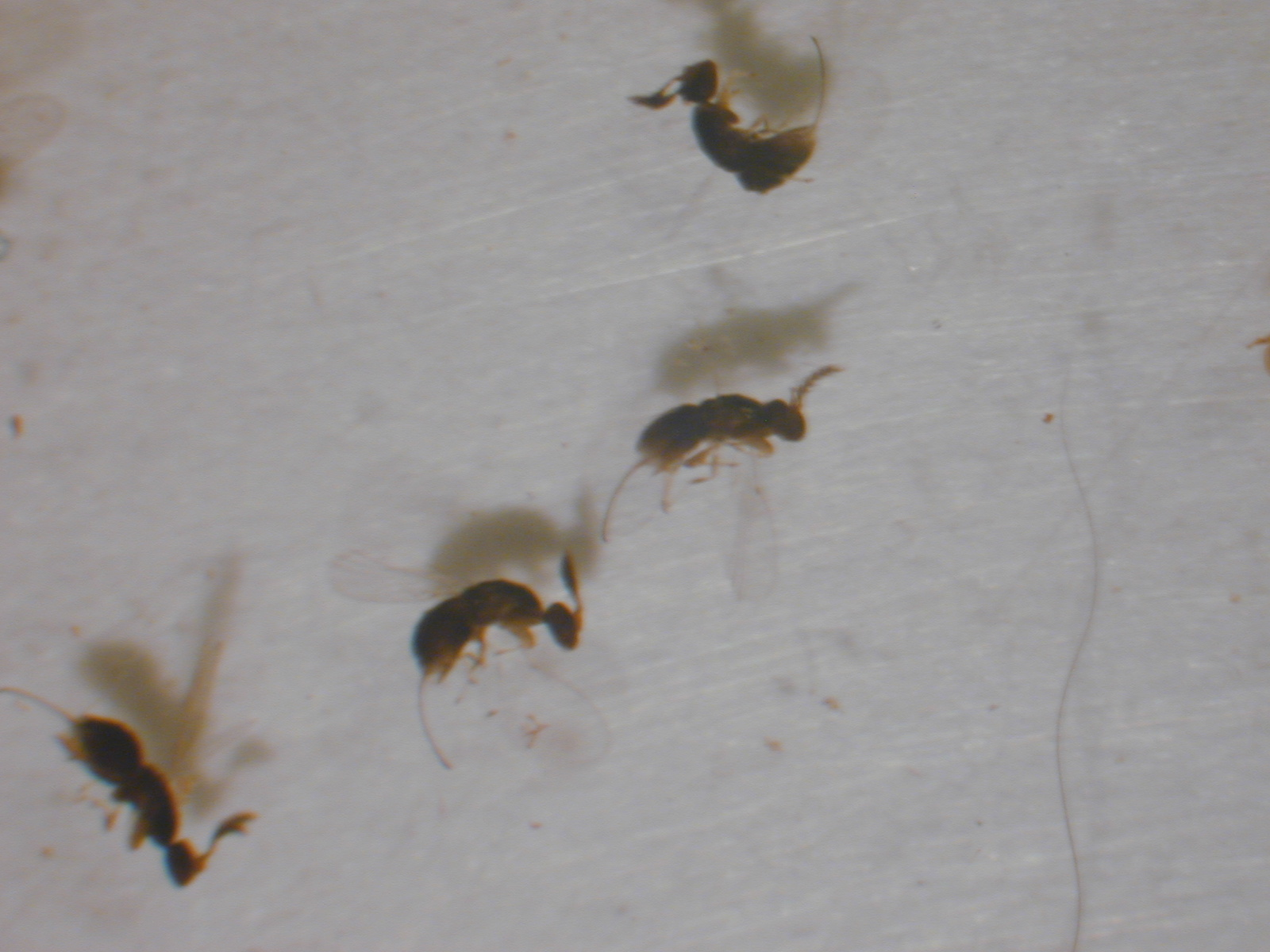
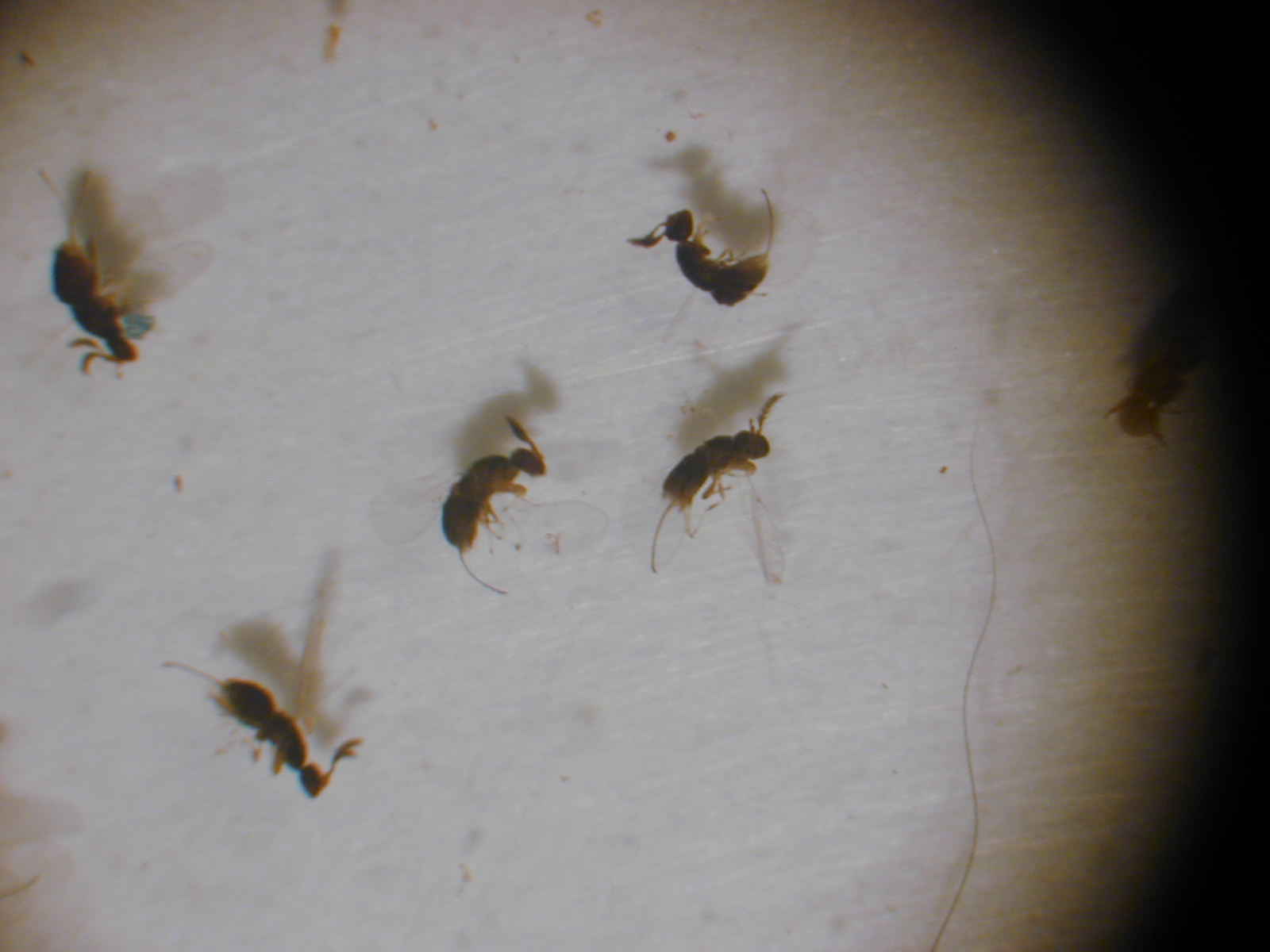
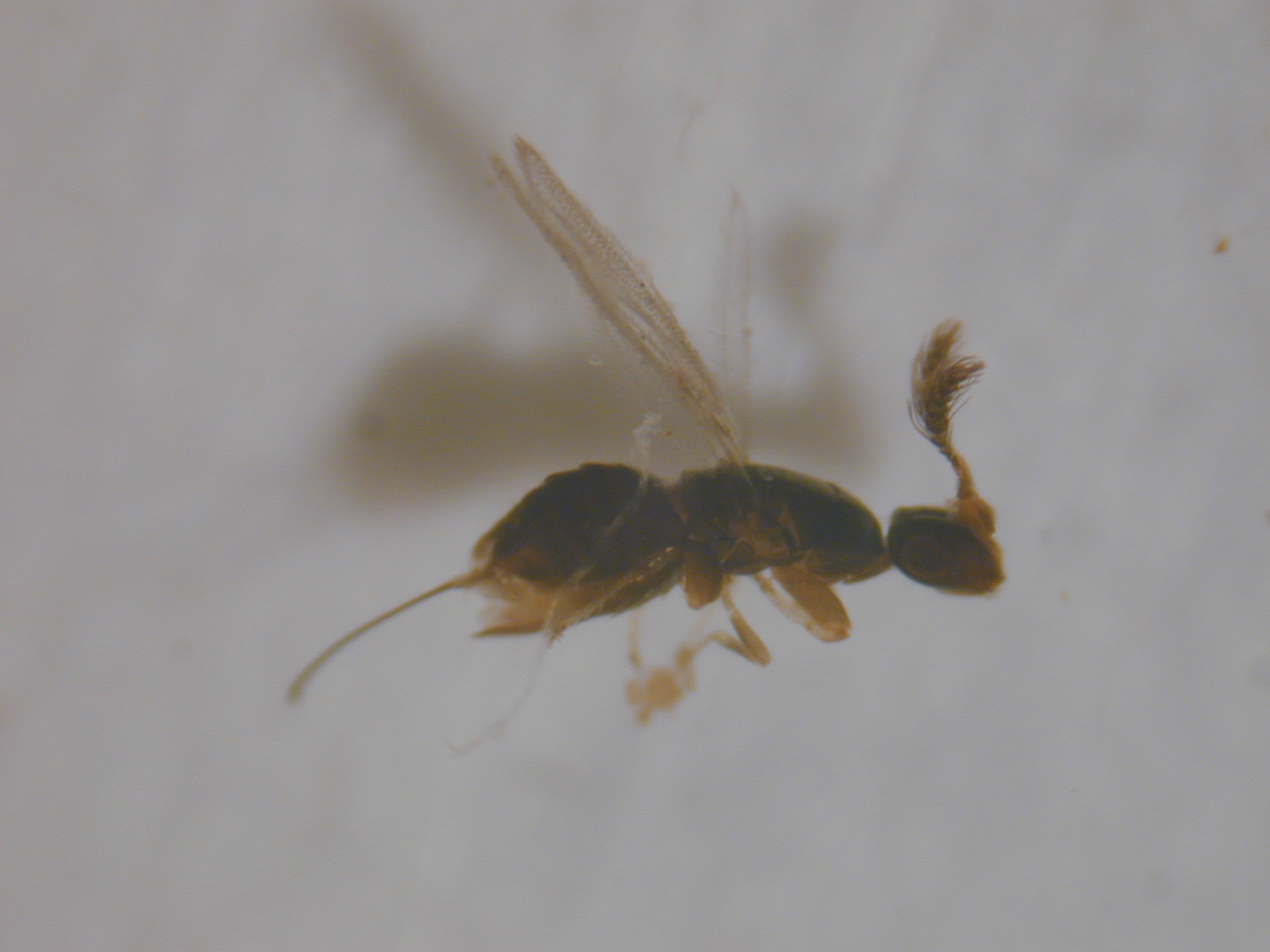
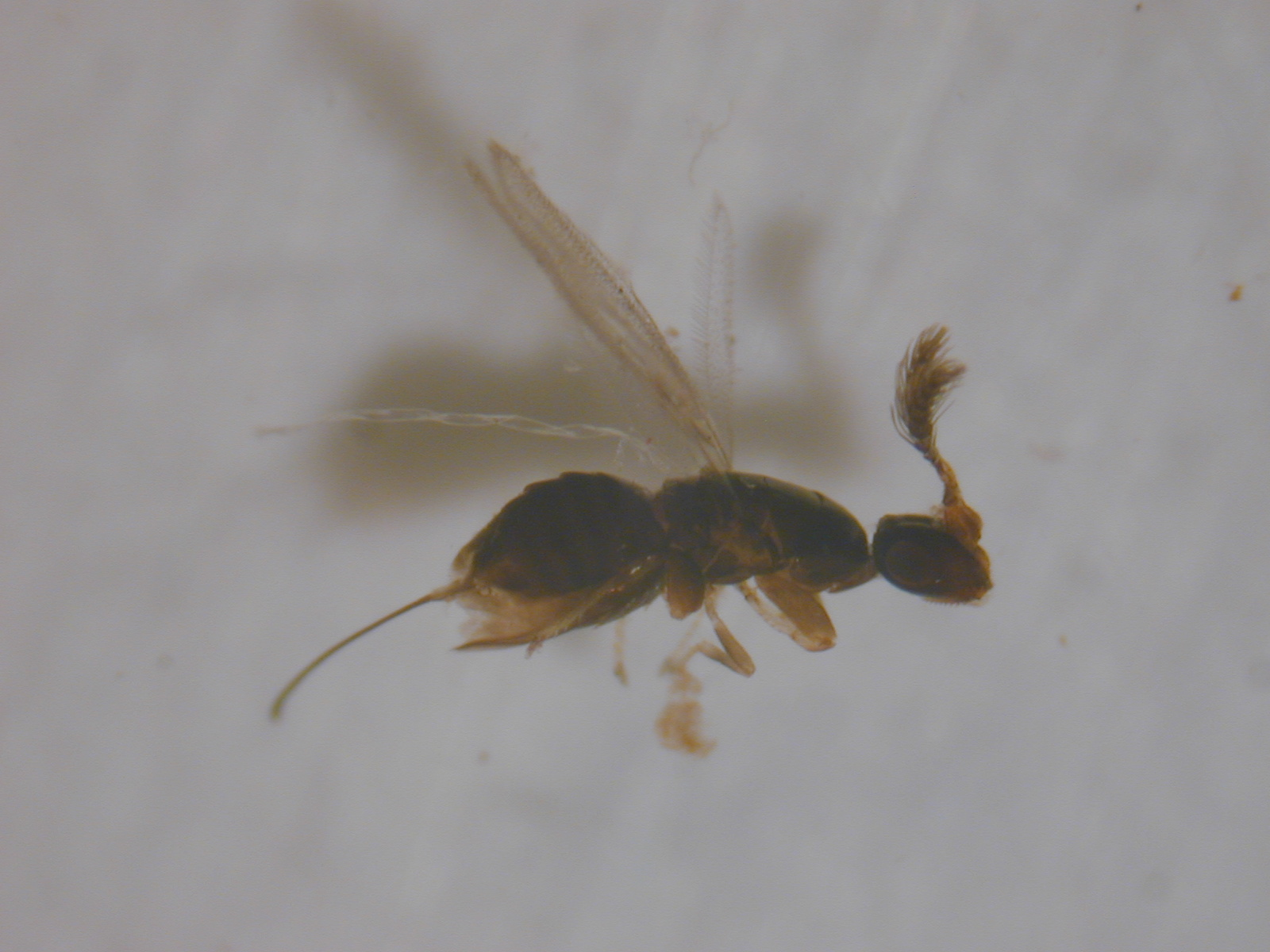